# You Play Hard!
You Play Hard! è il secondo album studio da solista del chitarrista Syu.

## Tracce
1. Spearhead – 5:42
2. Hold Your Tongue – 4:11
3. Civamallosso – 3:51
4. Blind Obedience – 4:00
5. Japan – 3:08
6. Naked – 3:41
7. Suddenly – 4:32
8. Chain of Distress (Galneryus cover) – 6:58
9. My Another Whispering – 5:53
10. Endless Story (Galneryus cover) – 6:16